# Charles Różycki
Pour les articles homonymes, voir Różycki.
Charles Różycki, né en 1789 et mort le 13 septembre 1870 à Paris 12e, est un officier polonais.

## Biographie
Commandant de lanciers de Volhynie, puis général lors de l'insurrection polonaise de 1861-1864, il est aussi mémorialiste et publiciste.